# 金克木

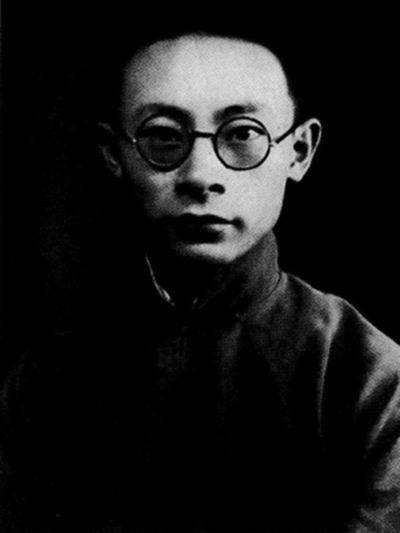

金克木（1912年8月14日—2000年8月5日），字止默，笔名辛竹，男，祖籍安徽寿县，生於江西，中国诗人、散文家、翻译家、学者、梵学研究、印度文化研究家。曾任九三学社中央常务委员、宣传部长，全国政协第三至第七届委员会委员。临终遗言：“我是哭着来，笑着走”。

## 生平
1930年到北平求学。1935年在北京大学图书馆任馆员，自学多国语言，开始翻译和写作。
1938年到香港任《立报》国际新闻编辑。1939年任湖南桃源女子中学英文教师，兼任湖南大学法文讲师。
1941年到印度，任加尔各答《印度日报》编辑。1943年后在印度学习梵文和巴利文，研究古印度哲学、佛学和文学。
1946年任武汉大学哲学系教授。1948年任北京大学东方语言文学系教授。1960年與季羨林共同開辦梵文與巴利文課程。
和季羡林、张中行、邓广铭一起被称为“燕园四老”。

## 著作书目
- 《金克木集》（全八卷）[4]

### 学术著作
- 《梵语文学史》
- 《印度文化论集》
- 《艺术科学丛谈》
- 《旧学新知集》
- 《比较文化论集》
- 《中印人民友谊史话》

### 译著
- 《高卢日尔曼风俗记》
- 《我的童年》
- 《云使》
- 《古代印度文艺理论文选》
- 《伐致呵利三百咏》
- 《印度古诗选》
- 《通俗天文学》
- 《莎维德丽》
- 《梵语文学史》
- 《甘地论》
- 《摩訶婆羅多》（與黃寶生、趙國華、席必莊、郭良鋆、葛維鈞、李南、段晴共譯）
- 《流转的星辰》
- 《炮火中的英帝国》
- 《海滨别墅与公墓》[5]

### 诗集
- 《蝙蝠集》
- 《雨雪集》
- 《挂剑空垄》
- 《中国新诗库 第二辑 金克木卷》周良沛选[6]

### 小说集
- 《旧巢痕》
- 《难忘的影子》

### 散文集
- 《天竺旧事》
- 《燕口拾泥》
- 《艺术科学旧谈》
- 《燕啄春泥》
- 《文化猎疑》
- 《书城独白》
- 《无文探隐》
- 《文化的解说》
- 《旧学新知集》
- 《圭笔辑》
- 《长短集》
- 《文化卮言》

### 选辑
- 《文化三书》黄德海选
- 《金克木人生漫笔》[7]
- 《懒倦与庄严 金克木谈生命的意义》[8]
- 《金克木散文 人苦不自知》[9]
- 《中国文化老了吗？》[10]

### 随笔杂感
- 《金克木小品》[11]
- 《八股新论》[12]
- 《蜗角古今谈》[13]
- 《末班车》[14]
- 《书外长短》[15]
- 《少年时》[16]
- 《庄谐新集》[17]
- 《风烛灰 思想的旋律》[18]

## 评价
- “博大精深，不求闻达”——吴小如（北京大学教授）[19]
- “若说金克木散文的风格即他个人风格的体现，这大体也是适当的。那么，什么是他的风格特征呢？这就是：智慧、谐趣和从容。读金克木让人心境沉静,有一种彻悟。但又不是远离尘世,不是避隐,沉静之中却导引人面对现世,而不是面对空无。”——谢冕（北京大学中文系教授）[20]
- “像金先生那样博学的长者,并非绝无仅有;但像他那样保持童心,无所顾忌,探索不已的,可就难以寻觅了。以“老顽童”的心态与姿态,挑战各种有形无形的权威――包括难以逾越的学科边界,实在是妙不可言。”——陈平原（北京大学中文系教授）[21]
- “说金先生的学问是绝学,不是说他所研究过的学问和领域别人再也学不会,或不会有人再去研究。而是说像他那样能将古今中外各个学科、各种文化融会贯通的,近代以来也就他一人,今后也很难有人能做到了。金先生为学追求一个融通的境界,视野开阔,气魄宏大。”——张汝伦(复旦大学哲学学院教授)[22]
- “金先生的文章也确实越来越多,《文汇读书周报》、《读书》隔三差五地发表。思路还是那样跳跃,文字还是那样清爽,议论还是那么犀利,语调还是么诙谐。金先生的名声也随之超越了学术界,几乎成为一个公众人物了。大家喜欢他的散文随笔,喜欢他的文化评论,其实也就是一句话,被他字里行间的智慧迷倒了。智慧总是和神秘联系在一起的,金先生也就渐渐成了一个文化传奇。”——钱文忠（复旦大学历史学系教授）[23]
- “金先生和季先生（季羡林）是我上学以来最崇拜的两位老师，两位老师有特点，我跟季先生讲话，季先生往回退，我跟金先生讲话，金先生往前走，我往后退。所以路上只要碰见他，打开话匣子，他跟你说个十几、二十几分钟，海阔天空。”——王禹功（原北大亚非所副所长）
- “金先生是南方人，身材并不魁梧，但在这瘦小的身躯里，蕴藏着绵绵不断的才思，如春蚕吐丝，结出无数丝茧留给后人编织美丽的丝绸。他留下的几百万文字的精神遗产，是我们宝贵的财富，我们永远感谢他，深深地怀念他”——郭良（中国社会科学院哲学所副研究员）[24]
- “金克木老人去世，文化界震动不小。不少有成就的学人认为，老人之中，学问和文章堪称一流的，钱钟书之后，首选似乎只能是金先生。金先生作古，不少人又兴起中国文化何以继续之叹。这自然是过虑，但也说明了金老在中国文化上的地位。”——沈昌文（出版家、三联书店前总经理）